# Ignatius Taschner
Ignatius Taschner, auch Ignaz Taschner, (* 9. April 1871 in Kissingen; † 25. November 1913 in Mitterndorf bei Dachau) war ein deutscher Bildhauer, Medailleur, Grafiker und Illustrator.

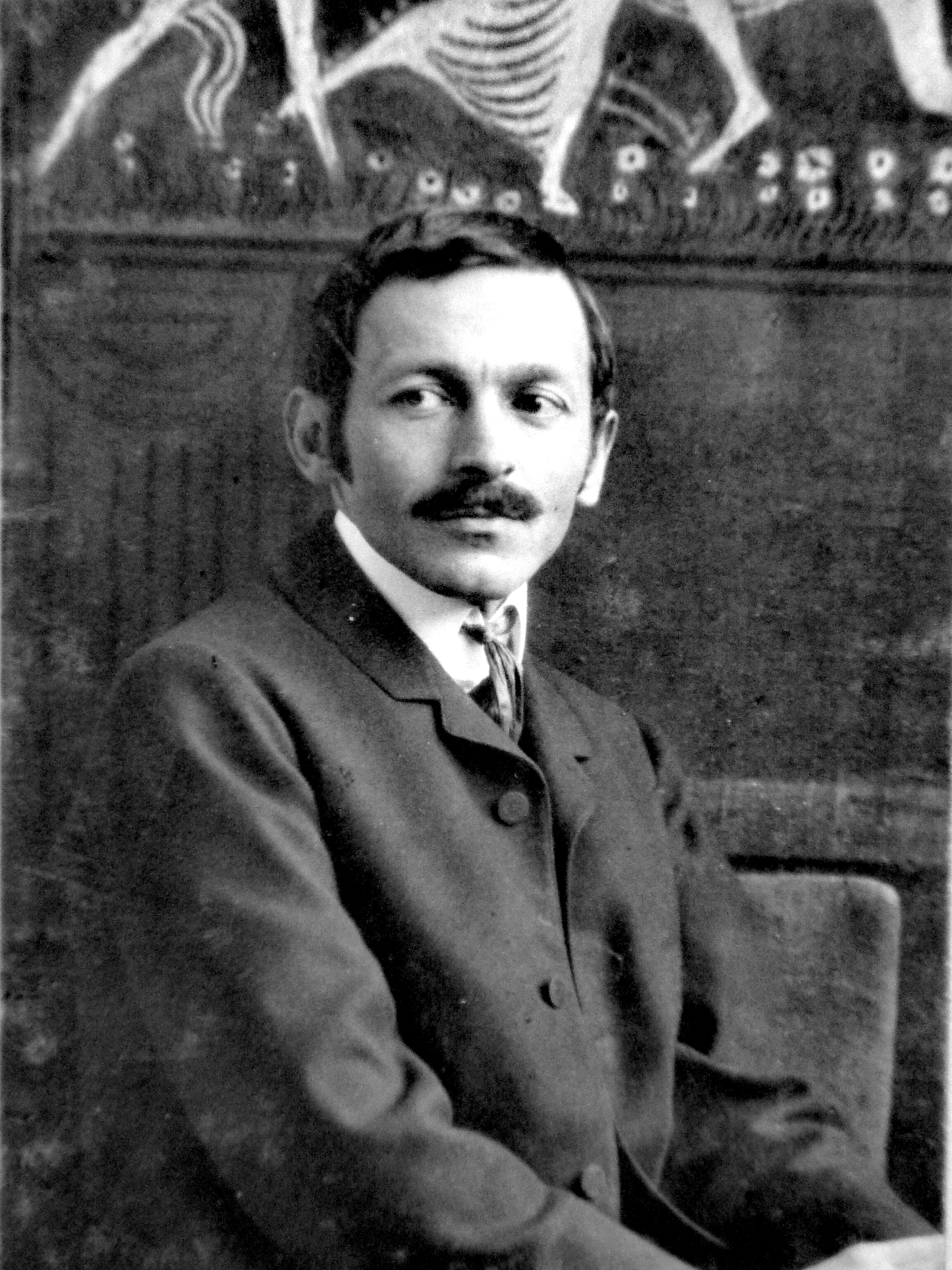
Ignatius Taschner im Alter von 30 Jahren

## Leben und Wirken

### Bildhauergeselle und Studium

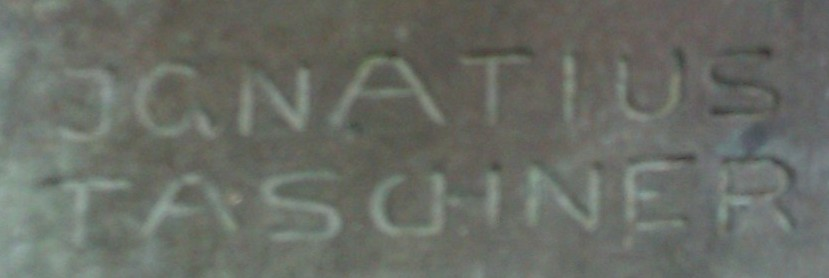
Signatur

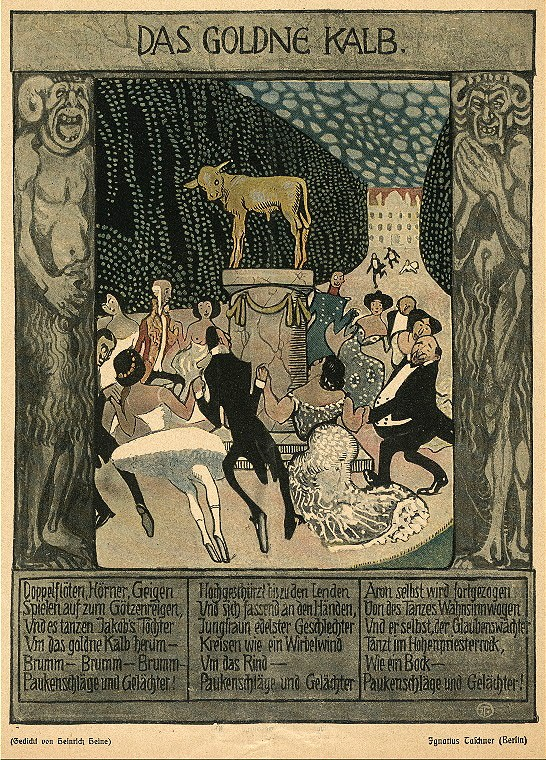
Illustriertes Gedicht von Heinrich Heine: Das goldene Kalb

Ignatius Taschner wurde 1871 in Kissingen als Sohn des aus Straubing stammenden Steinhauers Bartholomäus Taschner geboren. Seine Kindheit und Jugend verlebte er in Lohr am Main. Von 1885 bis 1888 absolvierte er eine Lehre als Steinmetz in Schweinfurt im Bildhauergeschäft von Wilhelm Kämpf und arbeitete dort noch ein Jahr als Geselle. Er studierte anschließend von 1889 bis 1895 an der Münchner Kunstakademie unter Syrius Eberle und Jakob Bradl. Zu seinen Studienfreunden zählten die Bildhauer Georg Wrba und Josef Rauch.

### Erste Erfolge
1894 erhielt er seinen ersten Auftrag von der Stadt Schweinfurt für ein Kriegerdenkmal. Um die Jahrhundertwende machte Taschners Werk bei den Künstlern der Münchener, Wiener und Berliner Sezession großen Eindruck.
Das Jahr 1897 beendete die schweren Anfangsjahre Taschners. Karl von Marr vermittelte ihm den Auftrag zu einem Grabmal für den Berliner Maler Karl Bennewitz von Loefen den Älteren (1826–1895). Für die Architekten Henry Helbig & Ernst Haiger führte er 1898 dekorative Wandmalereien im Münchner Kunstgewerbehaus und für eine Ausstellung im Glaspalast aus. Der Wiener Verleger Martin Gerlach beauftragte ihn zur Jahrhundertwende mit den Illustrationen zum ersten Band der später berühmt gewordenen Gerlach’s Jugendbücherei. Für das Faschingsfest „Schwabinger Bauernkirchweih“ des Vereins deutscher Kunststudierender in München 1898 (und für alle weiteren „Schwabinger Bauernkirchweihen“ bis 1905) zeichnete er Einladungs- und Postkarten und modellierte Festzeichen. Er schuf die Figuren „Strauchdieb“ und „Hl. Cäcilia“.
1899 wurde der Bildhauer Hermann Nolte für sechs Jahre zu seinem Assistent.
1900 beteiligte er sich an der Konkurrenz für ein Kaiser-Friedrich-Denkmal in Oels (Oleśnica) und für ein Goethe-Denkmal in Straßburg (3. Preis), schuf die Gruppe „Rauhbein“, die Illustrationen zu „Grimms Märchen“ im Verlag Martin Gerlach und beteiligte sich mit den Figuren „Hl. Martin“ und „Strauchdieb“ an der Pariser Weltausstellung. 1902 beteiligte er sich an einer Brunnenkonkurrenz für Kempten (2. Preis), schuf ein Silberkruzifix, die Figur „Unterfranken“ für das Münchner Rathaus, die Radierungen „Kirchgang“ und „Botenfuhrwerk“ sowie einen weiteren Band zu Gerlach's Jugendbücherei: Die Nymphe des Brunnens.

### Dozent in Breslau
1903 wurde Taschner Dozent an der Königlichen Kunst- und Gewerbeschule Breslau. Er schloss in dieser Zeit enge Freundschaft mit Ludwig Thoma in München, damals Redakteur des Simplicissimus. Zu einigen Werken Thomas steuerte er Illustrationen bei, am bekanntesten wurden die Bilder zur Erzählung Der heilige Hies (bei Albert Langen, München 1904). Im Zusammenhang mit der Metallklasse der Breslauer Kunstschule entstand damals ein wesentlicher Teil seiner Schmuckarbeiten.

### Berlin – Architekturplastiken
1904 ging Taschner nach Berlin und arbeitete für die bekannten Architekten Alfred Messel und vor allem für Ludwig Hoffmann, für die er viele Architekturplastiken anfertigte. Er war wesentlich an der Ausstattung des Alten Stadthauses beteiligt. Taschner entwarf das Tafelsilber des Kronprinzen Wilhelm und Gebrauchsgegenstände für die Industrie. Er war ein frühes Mitglied des Deutschen Künstlerbundes. Auf dessen dritter Jahresausstellung 1906 in Weimar zeigte Taschner die Parsival-Reiterstatuette in der ersten Version (noch ohne den später hinzugefügten Sockel mit Flachreliefs).

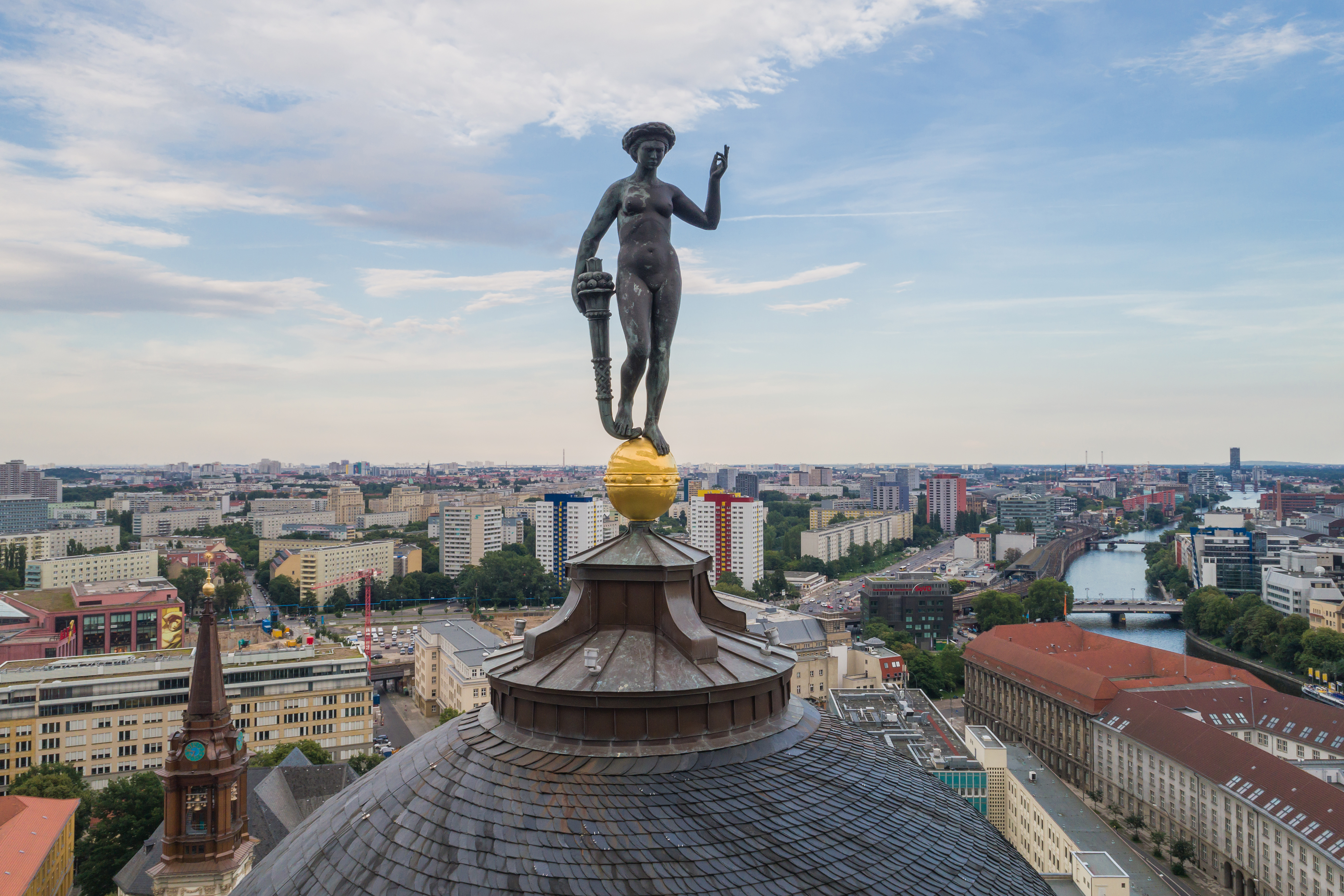
Fortuna auf dem Alten Stadthaus in Berlin
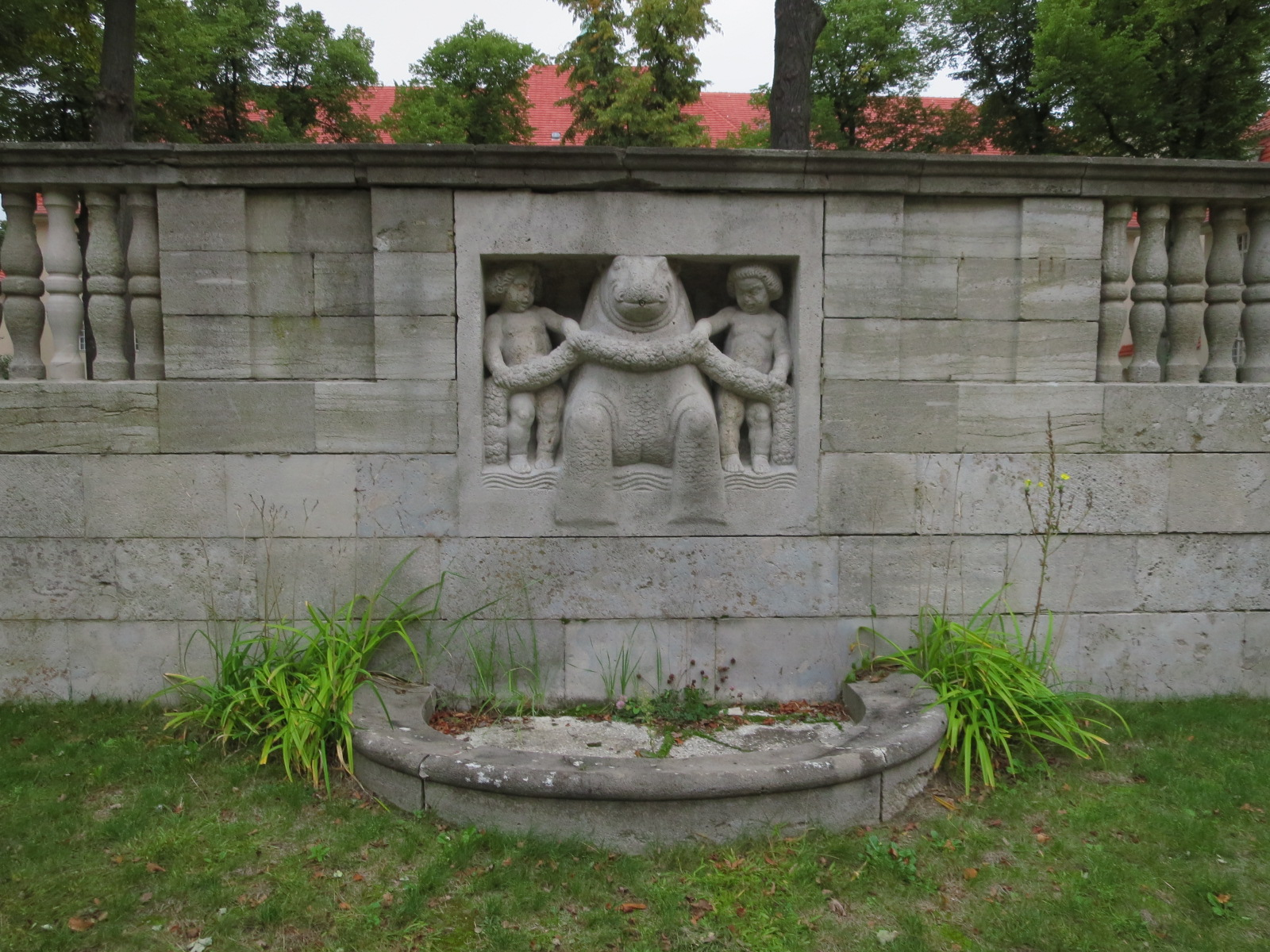
Wandbrunnen, Alte-Leute-Heim in Berlin-Buch
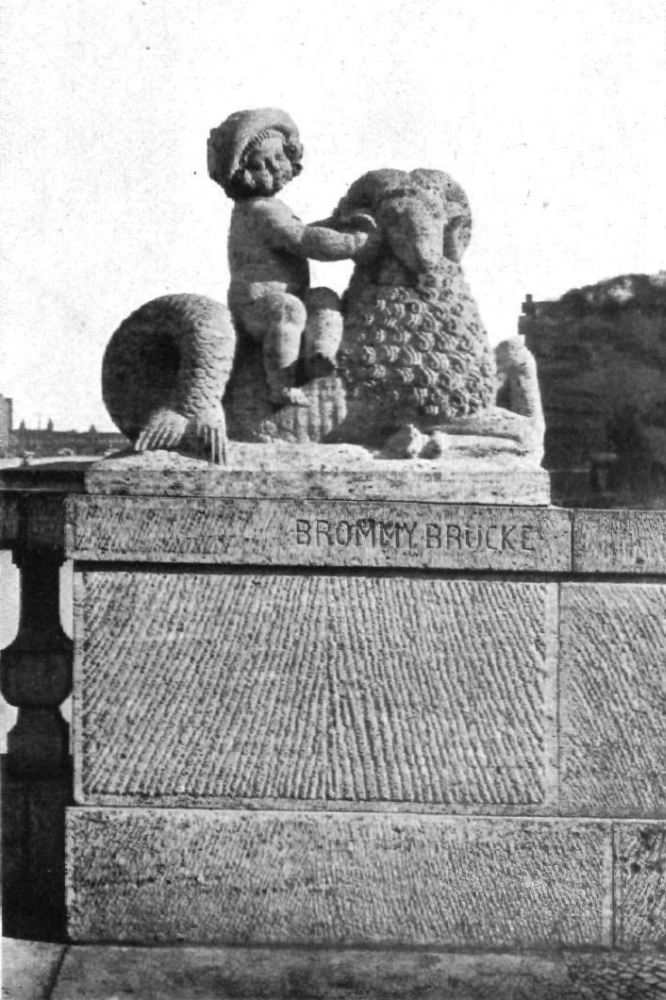
Detail der Brommybrücke in Berlin
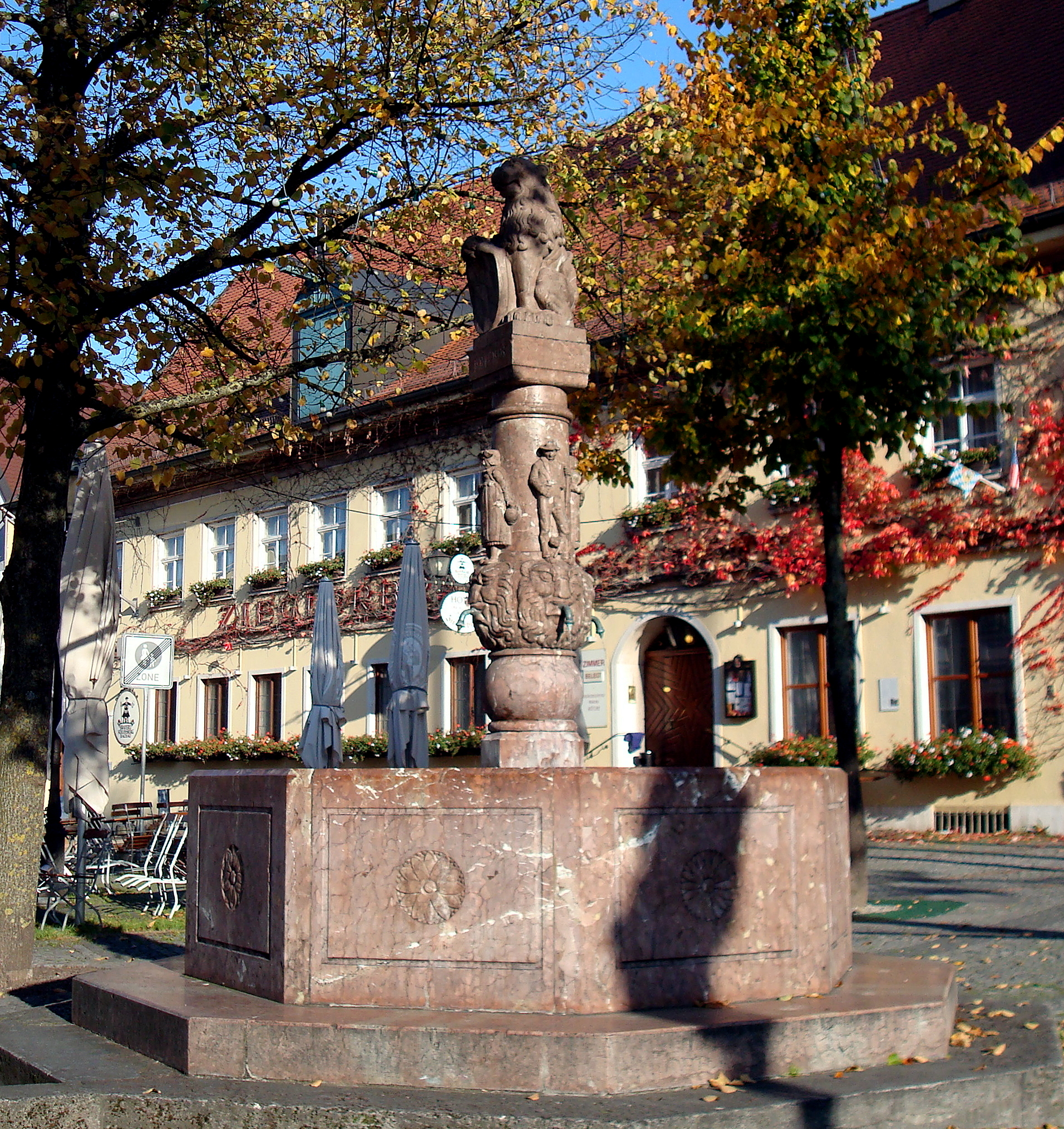
Rathausbrunnen in Dachau
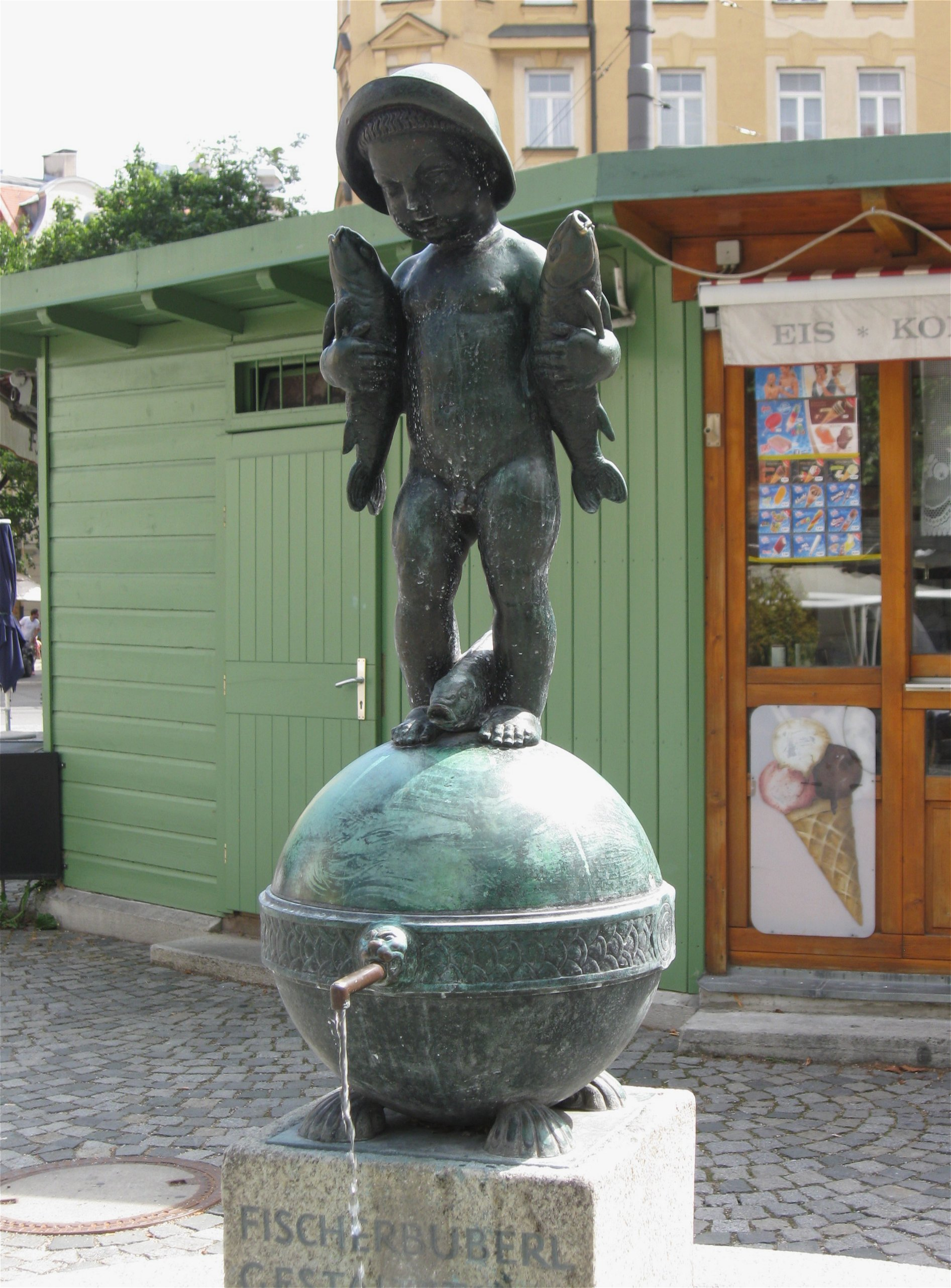
Fischerbuberl-Brunnen in München, Wiener Platz
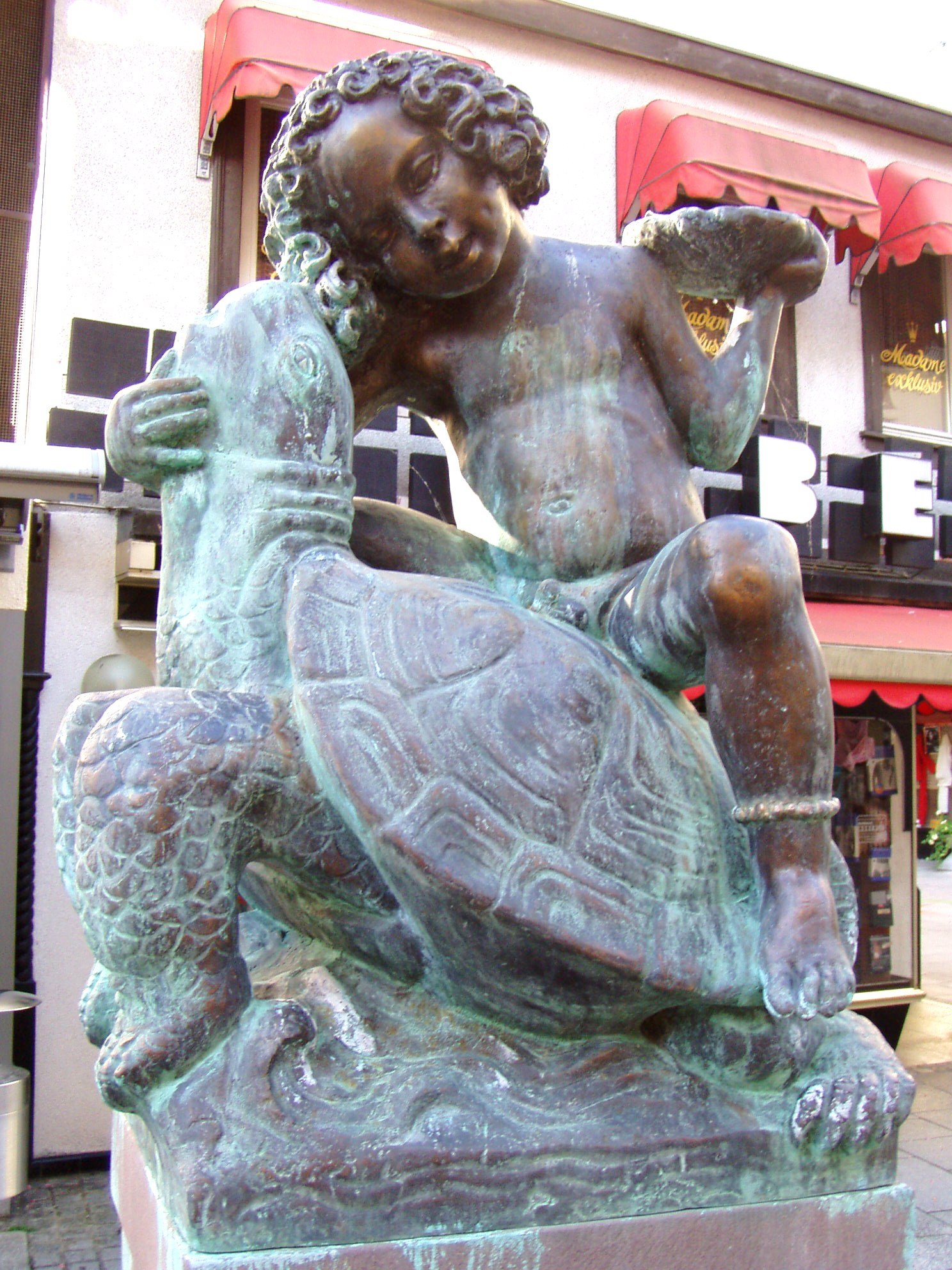
Bronzefiguren am „Taschnerbrunnen“ in Bad Kissingen
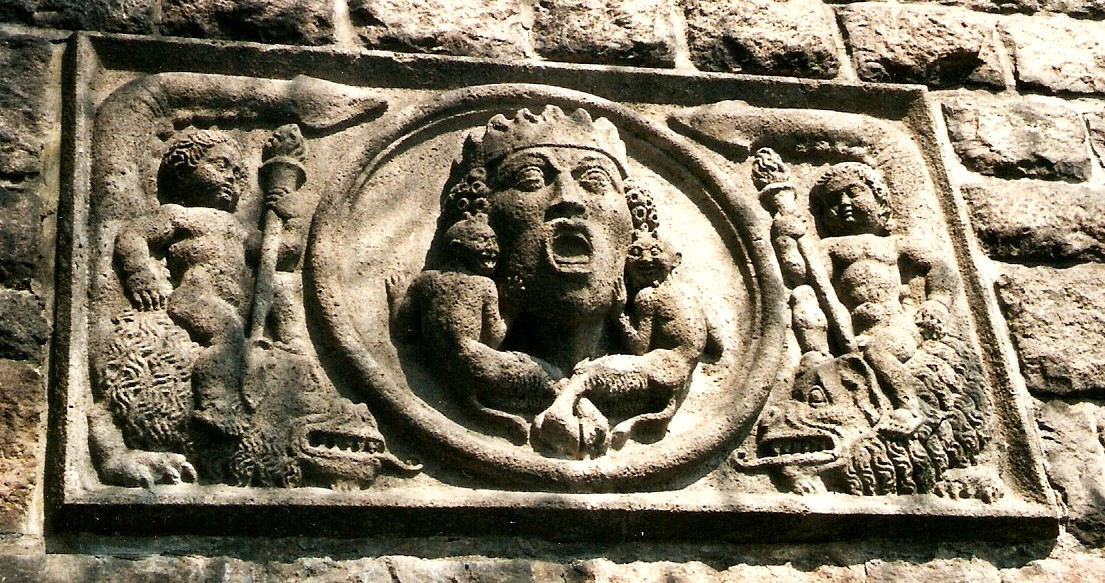
Eines der vier Reliefs an der Puppenbrücke in Lübeck
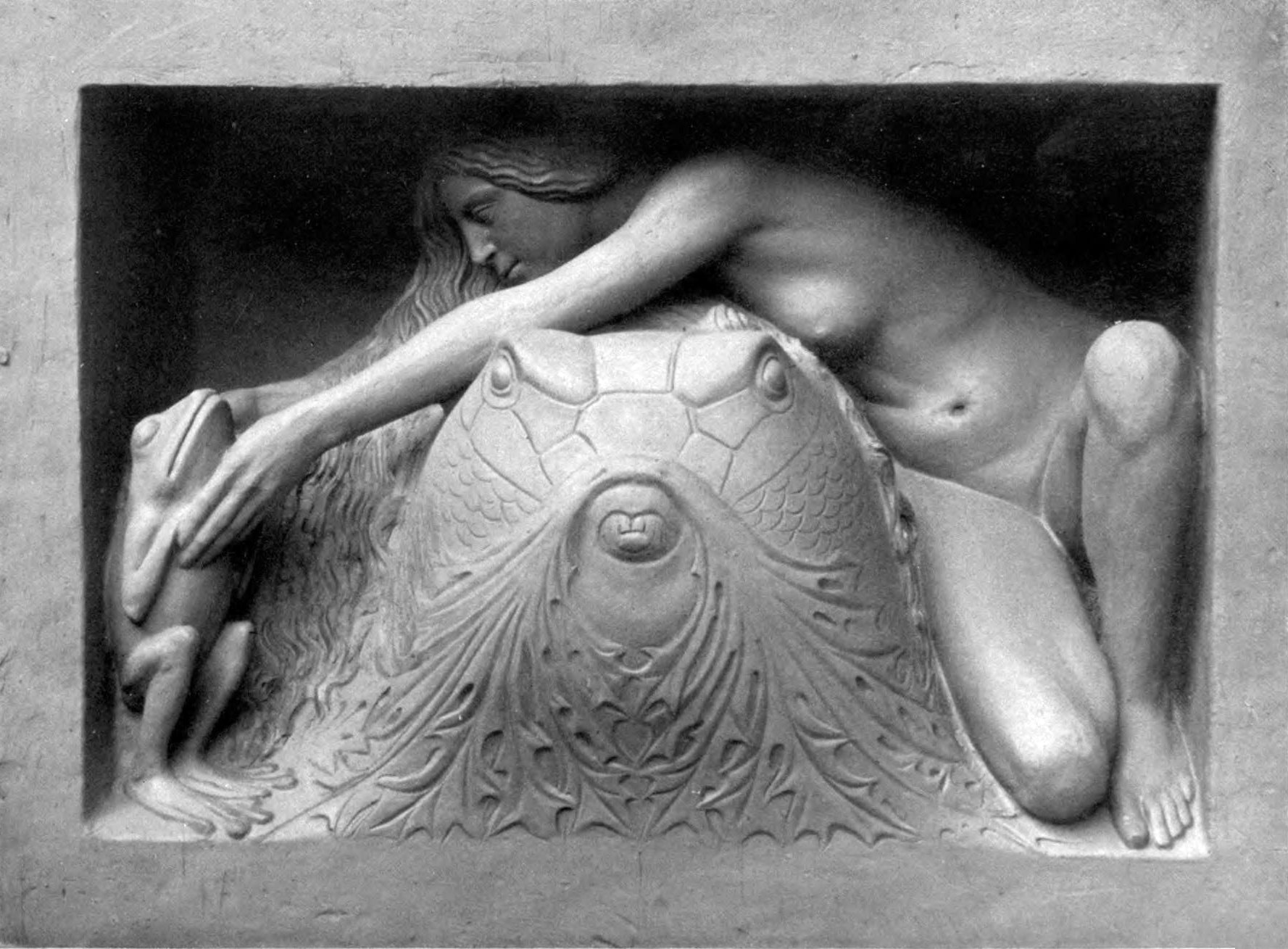
Detail vom Gustav-Freytag-Brunnen in Breslau

### Mitterndorf bei Dachau
1906 zog Taschner nach Mitterndorf bei Dachau, wo er sich auf einem großen Grundstück eine herrschaftliche Künstlervilla baute.
Hier entstanden auch die Entwürfe für die zehn Figuren des Märchenbrunnens im Volkspark Friedrichshain in Berlin. 1911 wurde die von Taschner gestaltete und im Inneren von ihm eingerichtete Villa in Dachau-Mitterndorf fertig. In Taschners Dachauer Lebensphase entstand auch der Fischerbuberl-Brunnen am Wiener Platz in München.

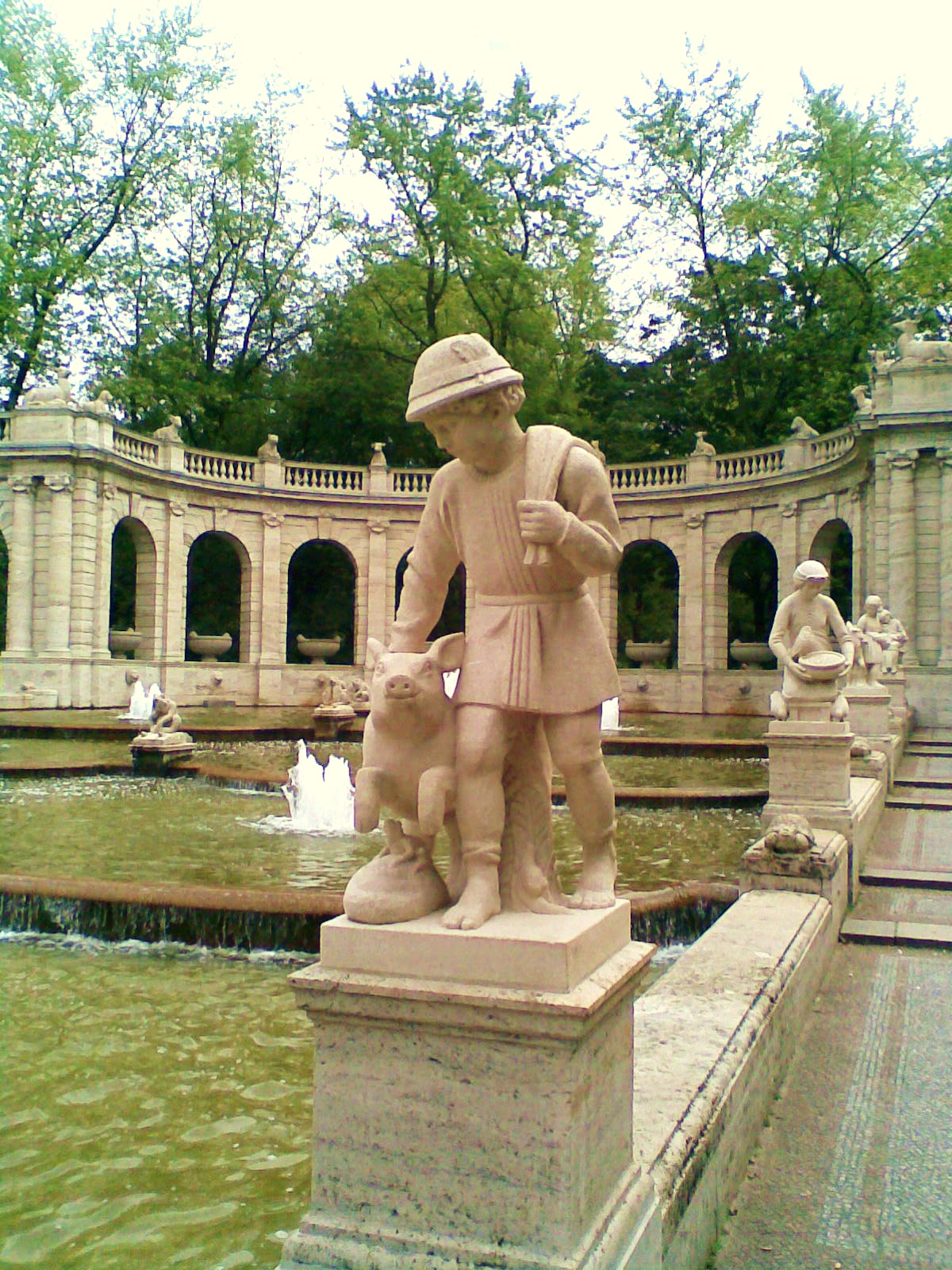
Märchenbrunnen mit Hans im Glück
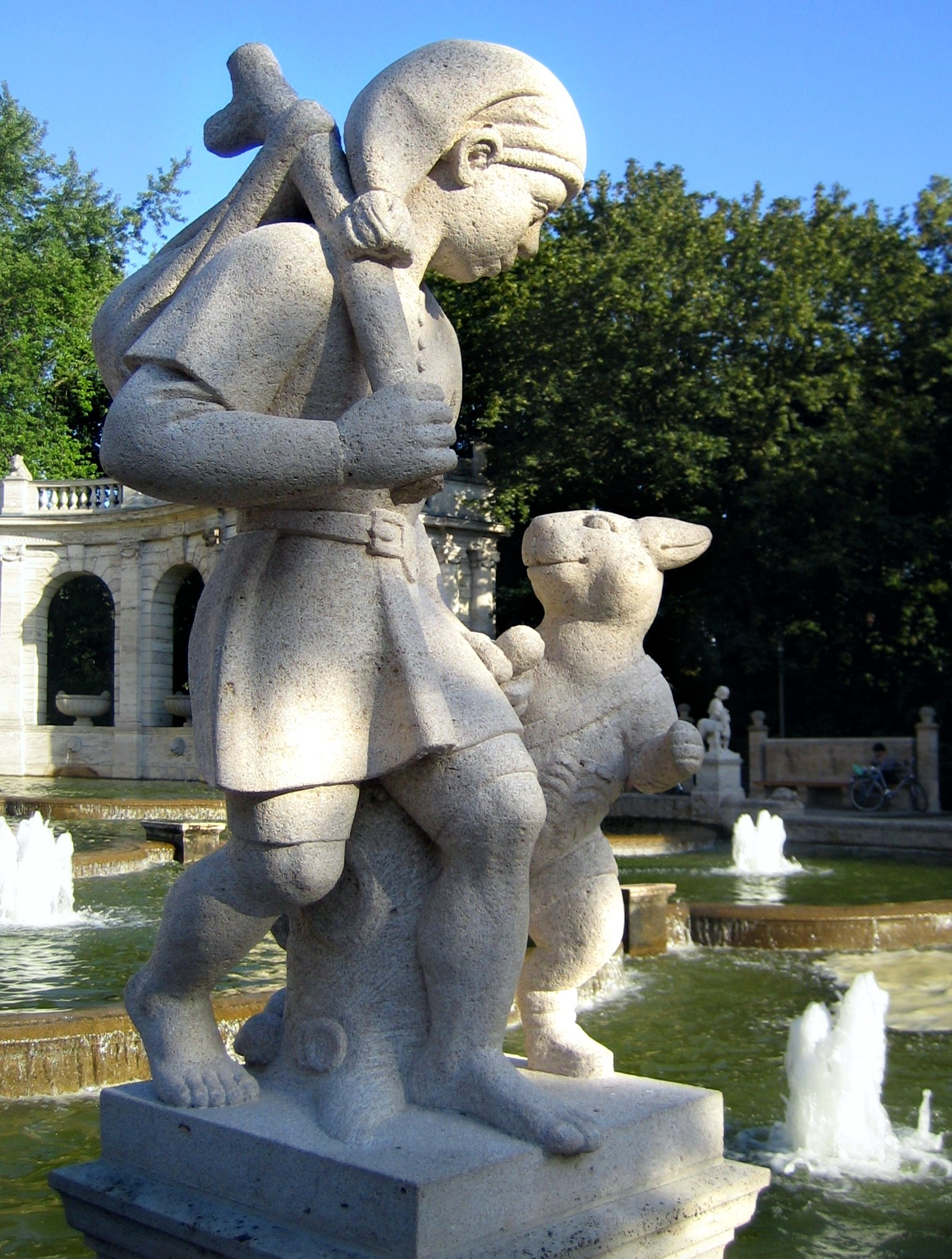
Der gestiefelte Kater
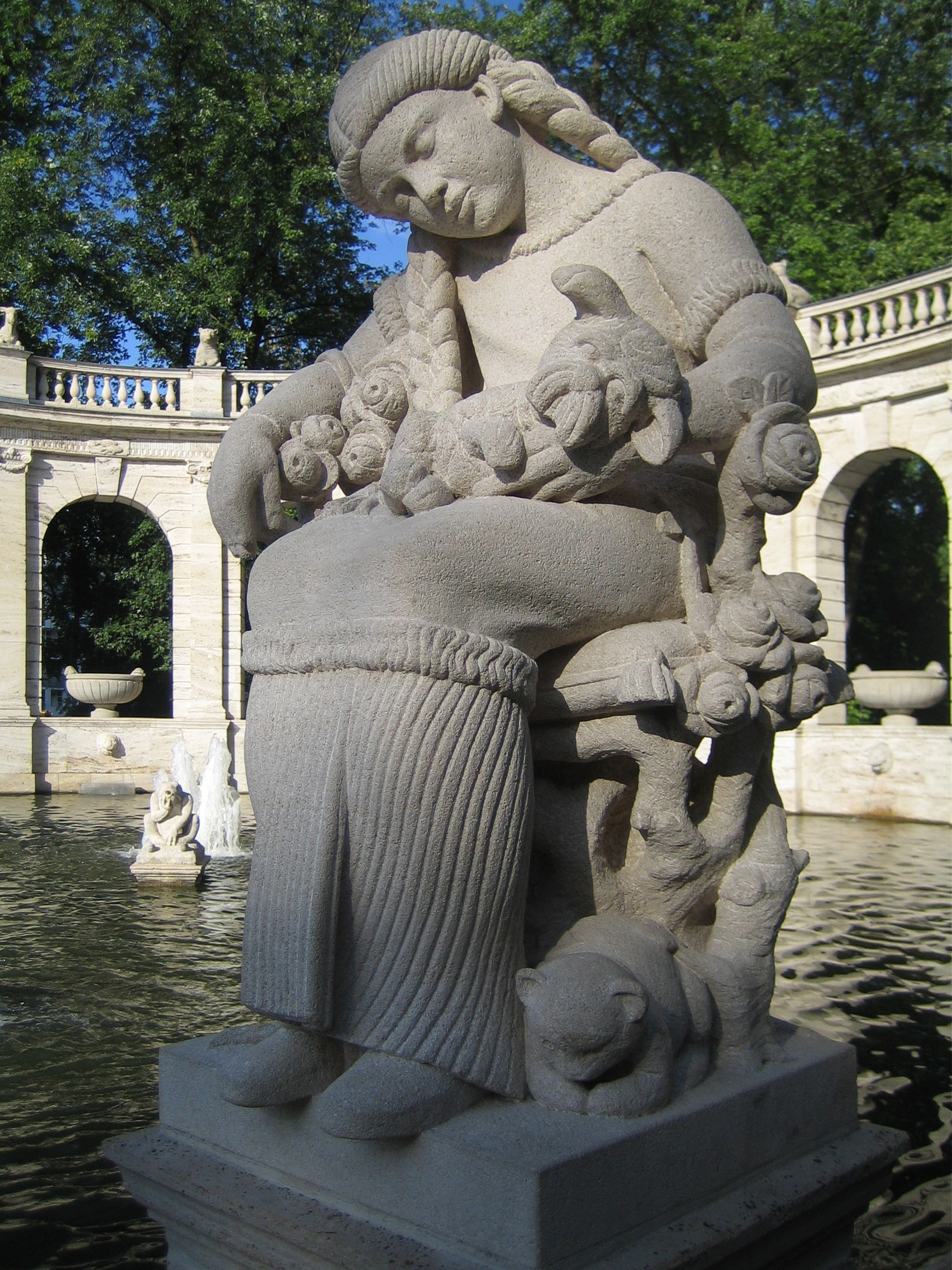
Dornröschen
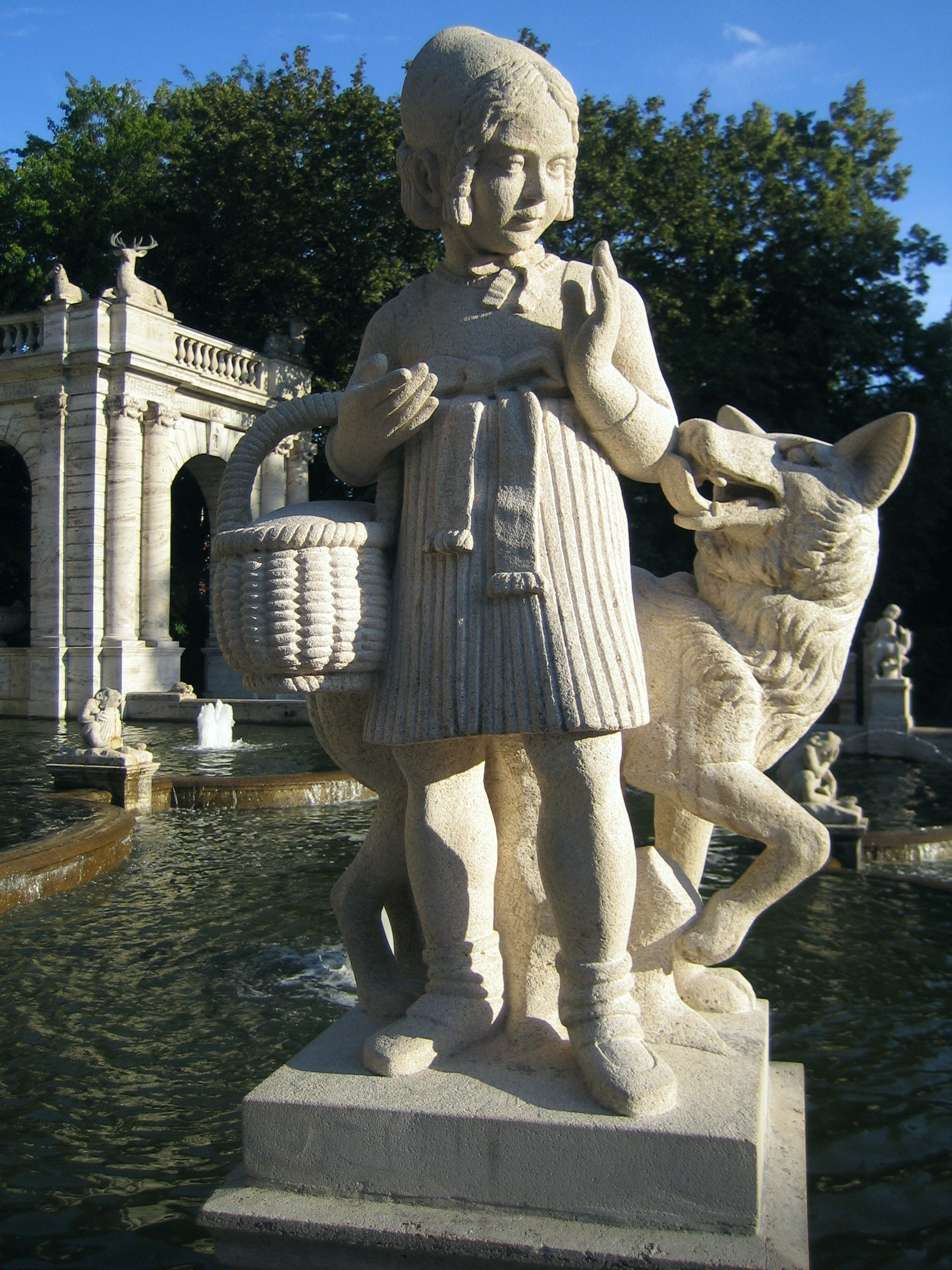
Rotkäppchen
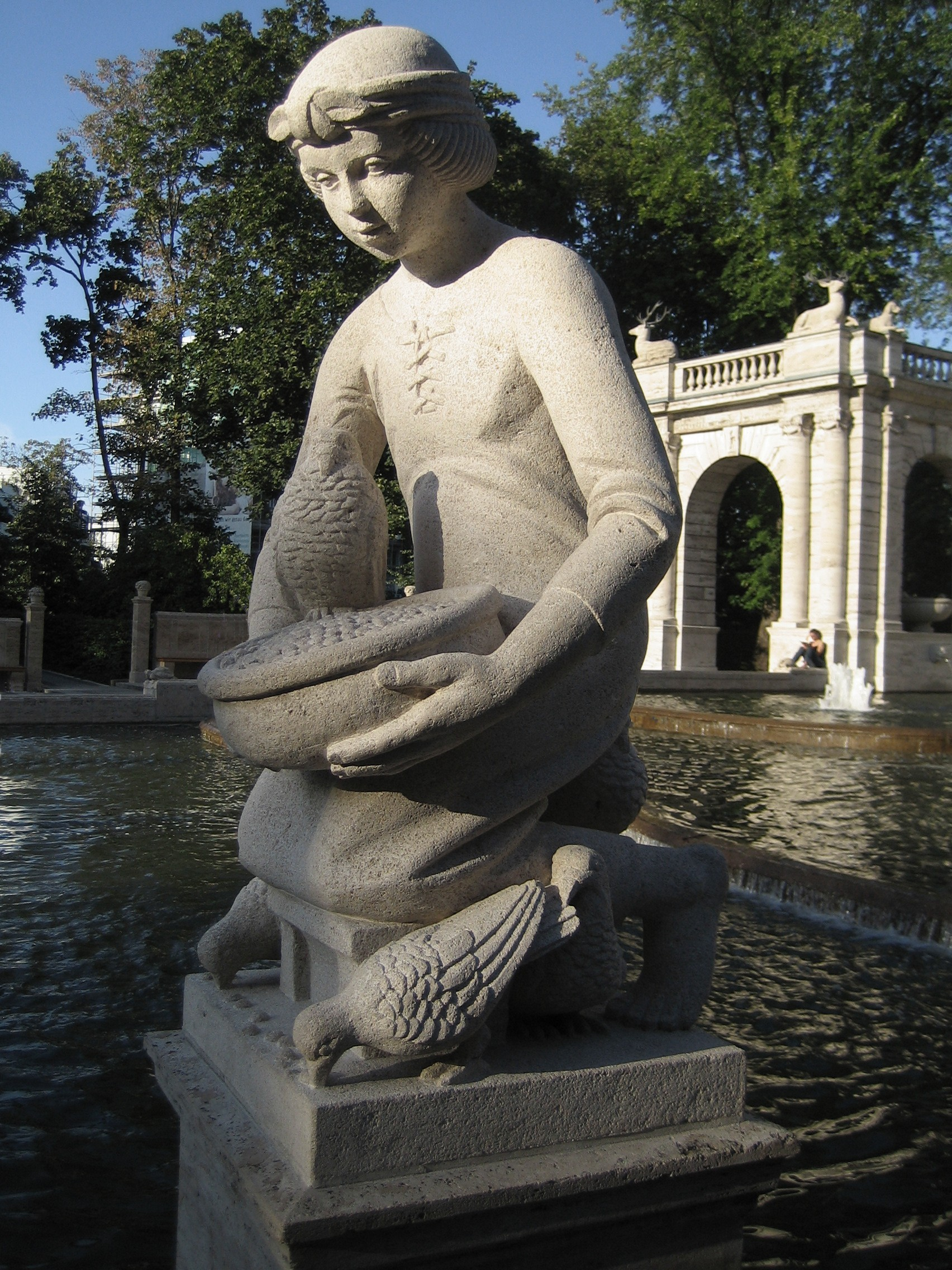
Aschenbrödel
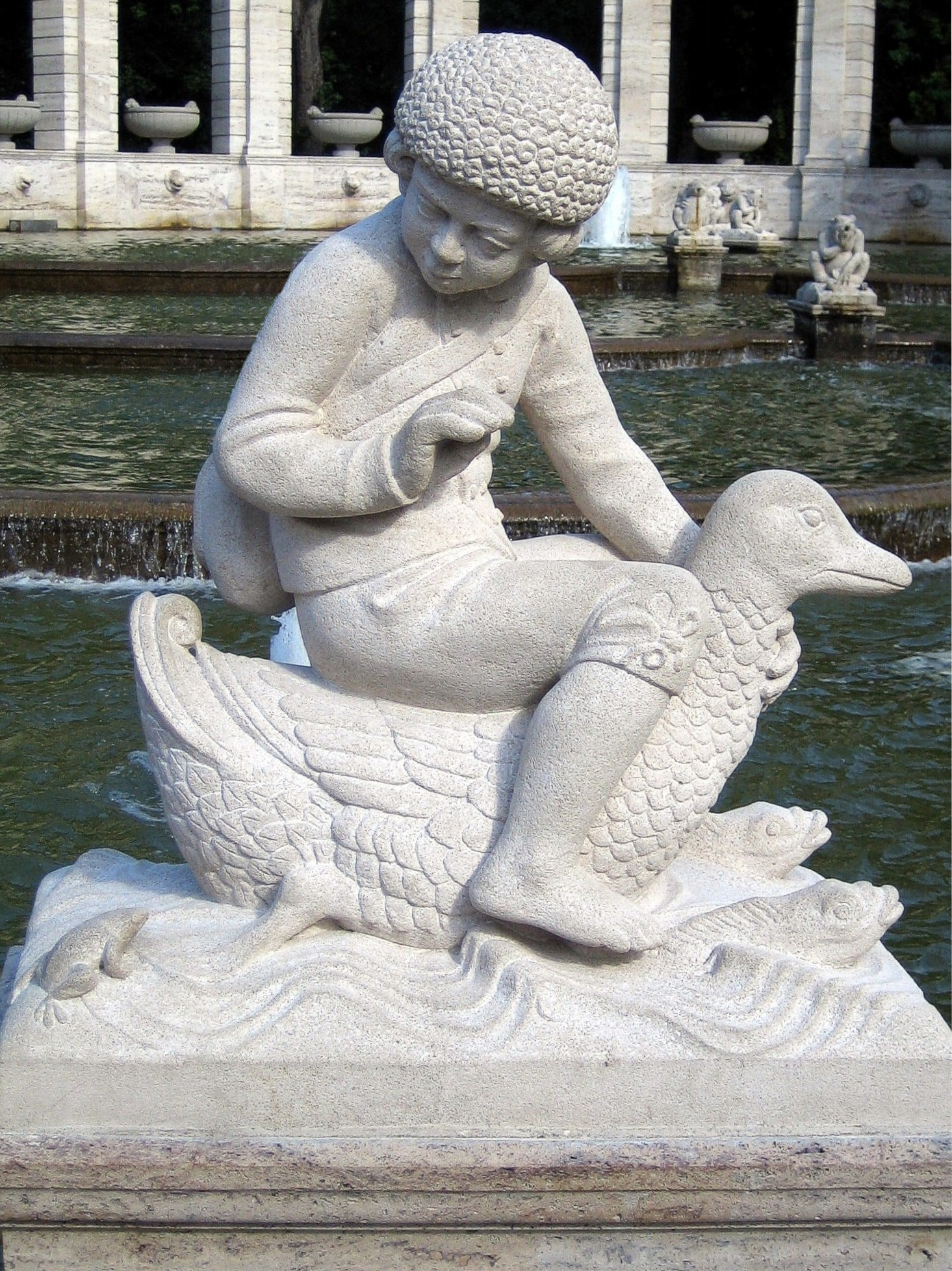
Hänsel aus 'Hänsel und Gretel'
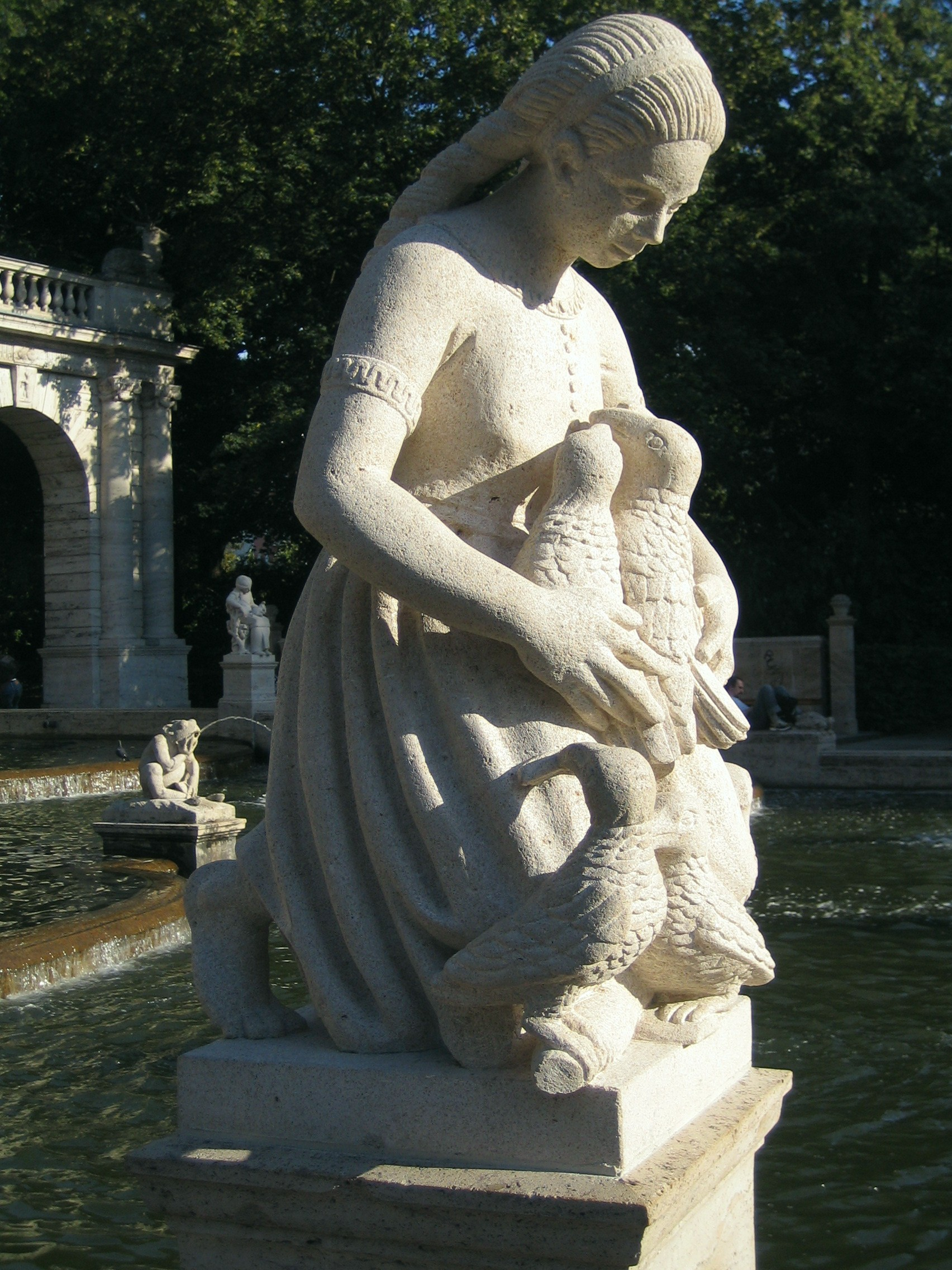
Die sieben Raben

### Familie und früher Tod
Ignatius Taschner heiratete am 27. April 1899 Helene Felber. Sie waren Eltern zweier Töchter, Maja (* 1901) und Antonie (* 1906). Ignatius Taschner starb am 25. November 1913 in Mitterndorf bei Dachau. Seine Frau Helene Taschner starb 1919.

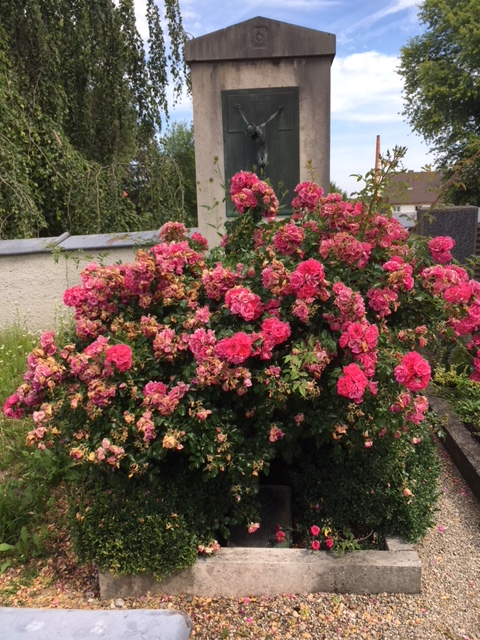
Grab von Ignatius Taschner in Dachau-Mitterndorf

## Wichtige Werke
- 1895: Kriegerdenkmal auf dem städtischen Friedhof in Schweinfurt
- 1896–1904: Bauplastik für das Warenhaus Wertheim am Leipziger Platz in Berlin-Mitte (Architekt: Alfred Messel)
- 1901/1902: Parsifal zu Pferde, Bronze-Kleinplastik, 37 × 18 × 38 cm. Staatliche Museen zu Berlin – Preußischer Kulturbesitz, Nationalgalerie[8]
- 1903: Illustrationen zu Kinder-Hausmärchen nach Sammlung der Brüder Grimm[9]
- 1903: Illustrationen zu Johann Karl August Musäus’ Die Nymphe des Brunnens[10]
- 1904: Illustrationen zu Ludwig Thomas Erzählung Der heilige Hies
- 1904–1911: Beteiligung an der Bauplastik für das Stadthaus in Berlin-Mitte
- 1904–1914: Kronprinzensilber für Cecilie von Mecklenburg-Schwerin und Friedrich Wilhelm von Preußen
- 1905: Schiller-Denkmal in St. Paul, Minnesota
- 1907: Gustav-Freytag-Brunnen auf der Liebichshöhe in Breslau
- 1908: Vier Reliefs an der Puppenbrücke in Lübeck[11]
- 1910: Fischerbuberl-Brunnen auf dem Wiener Platz in München
- 1911–1912: Figurengruppen für den Märchenbrunnen im Volkspark Friedrichshain in Berlin

## Nachwirken und Ehrungen
- Nach seinem Tod gab Ludwig Thoma zusammen mit dem Kunstkritiker Heilmeyer einen Gedenkband heraus, der 1921 erschien.
- In Bad Kissingen und Lohr am Main gibt es jeweils eine nach ihm benannte Ignatius-Taschner-Straße.
- In Dachau gibt es das Ignaz-Taschner-Gymnasium sowie in Mitterndorf die Ignaz-Taschner-Straße.
- In Eichenau wurde zum Gedenken an den Künstler am 6. Mai 2015 ein Abguss seiner Skulptur „Schildkröte mit Kind“ vor dem Pflegeheim beim S-Bahnhof aufgestellt.[12][13]